# Sportverein Stuttgarter Kickers 1993-1994
Questa voce raccoglie le informazioni riguardanti lo Sportverein Stuttgarter Kickers nelle competizioni ufficiali della stagione 1993-1994.

## Stagione
Nella stagione 1993-1994 il Stuttgarter Kickers, allenato da Lorenz-Günther Köstner e Günter Sebert, concluse il campionato di 2. Bundesliga al 16º posto e fu retrocesso in Regionalliga. In Coppa di Germania il Stuttgarter Kickers fu eliminato al secondo turno dal Werder Brema.

## Rosa
| N. |                      | Ruolo | Calciatore            |
| -- | -------------------- | ----- | --------------------- |
|    | Germania (bandiera)  | P     | Stefan Brasas         |
|    | Germania (bandiera)  | P     | Marco Langner         |
|    | Germania (bandiera)  | P     | Marc-Nikolai Schlecht |
|    | Germania (bandiera)  | D     | Stefan Kuhn           |
|    | Croazia (bandiera)   | D     | Marco Mutapcic        |
|    | Germania (bandiera)  | D     | Karsten Neitzel       |
|    | Germania (bandiera)  | D     | Jochen Novodomsky     |
|    | Germania (bandiera)  | D     | Jörg Sobiech          |
|    | Germania (bandiera)  | D     | Thomas Tuchel         |
|    | Rep. Ceca (bandiera) | D     | Petr Vrabec           |
|    | Germania (bandiera)  | D     | Dirk Wüllbier         |
|    | Germania (bandiera)  | C     | Dirk Flock            |
|    | Polonia (bandiera)   | C     | Janusz Góra           |
|    | Germania (bandiera)  | C     | Steffen Herzberger    |

| N. |                                 | Ruolo | Calciatore       |
| -- | ------------------------------- | ----- | ---------------- |
|    | Germania (bandiera)             | C     | Robert Hofacker  |
|    | Bosnia ed Erzegovina (bandiera) | C     | Adnan Kevric     |
|    | Germania (bandiera)             | C     | Michael Koch     |
|    | Turchia (bandiera)              | C     | Tayfun Korkut    |
|    | Germania (bandiera)             | C     | Stefan Minkwitz  |
|    | Turchia (bandiera)              | C     | Osman Per        |
|    | Germania (bandiera)             | C     | André Sirocks    |
|    | Germania (bandiera)             | C     | Ralf Vollmer     |
|    | Germania (bandiera)             | A     | Fredi Bobic      |
|    | Germania (bandiera)             | A     | Sean Dundee      |
|    | Bosnia ed Erzegovina (bandiera) | A     | Demir Hotić      |
|    | Grecia (bandiera)               | A     | Dimitrios Moutas |
|    | Germania (bandiera)             | A     | Oliver Sturm     |

## Organigramma societario
Area tecnica
- Allenatore: Günter Sebert
- Allenatore in seconda: Edi Stöhr
- Preparatore dei portieri:
- Preparatori atletici:

## Calciomercato

### Sessione estiva
| Acquisti | Acquisti           | Acquisti        | Acquisti |
| R.       | Nome               | da              | Modalità |
| -------- | ------------------ | --------------- | -------- |
| A        | Demir Hotić        | Fenerbahçe      |          |
| P        | Stefan Brasas      | Saarbrücken     |          |
| C        | Dirk Flock         | Remscheid       |          |
| C        | Steffen Herzberger | Magonza         |          |
| C        | Michael Koch       | Hannover 96     |          |
| P        | Marco Langner      | Pfullendorf     |          |
| A        | Dimitrios Moutas   | Bochum          |          |
| D        | Marco Mutapcic     | Ditzingen       |          |
| C        | André Sirocks      | Hannover 96     |          |
| D        | Jörg Sobiech       | Wattenscheid 09 |          |
| A        | Oliver Sturm       | Remscheid       |          |
| D        | Petr Vrabec        | Sparta Praga    |          |

| Cessioni | Cessioni             | Cessioni               | Cessioni |
| R.       | Nome                 | a                      | Modalità |
| -------- | -------------------- | ---------------------- | -------- |
| A        | Sven Berkenhagen     | Eintracht Braunschweig |          |
| A        | Thomas Epp           | Waldhof Mannheim       |          |
| C        | Matthias Imhof       | Monaco 1860            |          |
| C        | Predrag Jovanović    | Kriens                 |          |
| D        | Andreas Keim         | TeBe Berlino           |          |
| D        | Andreas Krause       | 1. FC Pforzheim        |          |
| A        | Vincenzo Palumbo     | Basilea                |          |
| P        | Claus Reitmaier      | Kaiserslautern         |          |
| C        | Thomas Richter       | Reutlingen             |          |
| C        | Alois Schwartz       | Duisburg               |          |
| D        | Christian Schwinger  | Ditzingen              |          |
| C        | Kujtim Shala         | Chemnitz               |          |
| C        | Reinhold Tattermusch | SV Wilhelmshaven       |          |
| C        | Thomas Ziller        | Aalen                  |          |

### Sessione invernale
| Acquisti | Acquisti        | Acquisti | Acquisti |
| R.       | Nome            | da       | Modalità |
| -------- | --------------- | -------- | -------- |
| C        | Stefan Minkwitz | Duisburg |          |

| Cessioni | Cessioni | Cessioni | Cessioni |
| R.       | Nome     | a        | Modalità |
| -------- | -------- | -------- | -------- |

## Risultati

### 2. Bundesliga

#### Girone di andata
| Stoccarda 28 luglio 1993, ore 19:00 CEST 1ª giornata | Kickers Stoccarda | 0 – 0 referto | Hannover 96 | Waldau-Stadion (5 800 spett.)\| Arbitro: \| Assenmacher \| |
| Arbitro:                                             | Assenmacher       |               |             |                                                            |

| Arbitro: | Jansen |

|                             |           |  |
| Lange 62’ Savichev 83’, 90’ | Marcatori |  |

| Arbitro: | Hauer |

|  |           |                        |
|  | Marcatori | 23’ Pacult 44’ Winkler |

| Arbitro: | Wippermann |

|                          |           |           |
| Aden 5’, 48’ Wegmann 68’ | Marcatori | 77’ Bobic |

| Arbitro: | Müller |

|            |           |  |
| Vollmer 4’ | Marcatori |  |

| Arbitro: | Casper |

|                                   |           |  |
| Driller 22’, 89’ Stanislawski 38’ | Marcatori |  |

| Arbitro: | Schäfer |

|  |           |                        |
|  | Marcatori | 69’ Laeßig 89’ Steffen |

| Arbitro: | Fandel |

|                           |           |                      |
| Deffke 38’ Svinggaard 88’ | Marcatori | 21’ (aut.) Niggemann |

| Arbitro: | Domurat |

|           |           |           |
| Bobic 28’ | Marcatori | 76’ Gries |

| Arbitro: | Kuhne |

|  |           |            |
|  | Marcatori | 84’ Moutas |

| Stoccarda 9 ottobre 1993, ore 15:00 CET 11ª giornata | Kickers Stoccarda | 0 – 0 referto | Wolfsburg | Waldau-Stadion (4 090 spett.)\| Arbitro: \| Willems \| |
| Arbitro:                                             | Willems           |               |           |                                                        |

| Arbitro: | Kemmling |

|                               |           |                          |
| Landgraf 11’ Freiler 15’, 45’ | Marcatori | 49’ Bobic 71’ Herzberger |

| Arbitro: | Hotop |

|                      |           |  |
| Moutas 54’ Bobic 75’ | Marcatori |  |

| Arbitro: | Brandt-Chollé |

|                           |           |                               |
| Rauffmann 67’ Schulte 82’ | Marcatori | 76’ Sobiech 79’ (aut.) Marell |

| Arbitro: | Dardenne |

|                                 |           |                          |
| Vrabec 15’ Moutas 58’ Bobic 64’ | Marcatori | 29’ Persigehl 33’ Bodden |

| Essen 14 novembre 1993, ore 15:00 CET 16ª giornata | Rot-Weiss Essen | 0 – 0 referto | Kickers Stoccarda | Georg-Melches-Stadion (8 300 spett.)\| Arbitro: \| Koop \| |
| Arbitro:                                           | Koop            |               |                   |                                                            |

| Arbitro: | Pohlmann |

|  |           |                              |
|  | Marcatori | 55’ Holetschek 62’ Akpoborie |

| Arbitro: | Malbranc |

|                           |           |             |
| Bobic 33’, 45’ Moutas 70’ | Marcatori | 74’ Goldbæk |

| Arbitro: | Domurat |

|                                         |           |  |
| Brinkmann 25’ Klopp 31’, 67’ Wagner 36’ | Marcatori |  |

#### Girone di ritorno
| Arbitro: | Fleske |

|           |           |  |
| Heraf 85’ | Marcatori |  |

| Arbitro: | Schmidt |

|                           |           |                          |
| Herzberger 11’ Moutas 18’ | Marcatori | 14’ Lust 47’ Beckenbauer |

| Arbitro: | Werthmann |

|                     |           |                                   |
| Minkwitz 45’ (aut.) | Marcatori | 2’ Hofacker 16’ Vollmer 75’ Bobic |

| Stoccarda 13 marzo 1994, ore 15:00 CET 23ª giornata | Kickers Stoccarda | 0 – 0 referto | Bochum | Waldau-Stadion (5 300 spett.)\| Arbitro: \| Pohlmann \| |
| Arbitro:                                            | Pohlmann          |               |        |                                                         |

| Arbitro: | Kasper |

|  |           |             |
|  | Marcatori | 70’ Vollmer |

| Arbitro: | Leimert |

|          |           |           |
| Bobic 9’ | Marcatori | 16’ Marin |

| Arbitro: | Müller |

|           |           |           |
| Dakić 32’ | Marcatori | 59’ Hotić |

| Stoccarda 6 aprile 1994, ore 17:45 CEST 27ª giornata | Kickers Stoccarda | 0 – 0 referto | Fortuna Colonia | Waldau-Stadion (3 659 spett.)\| Arbitro: \| Brandt-Chollé \| |
| Arbitro:                                             | Brandt-Chollé     |               |                 |                                                              |

| Berlino 9 aprile 1994, ore 15:30 CEST 28ª giornata | Hertha Berlino | 0 – 0 referto | Kickers Stoccarda | Stadio Olimpico (3 400 spett.)\| Arbitro: \| Willems \| |
| Arbitro:                                           | Willems        |               |                   |                                                         |

| Arbitro: | Ziller |

|                                    |           |                       |
| Vollmer 3’ Bobic 29’, 67’ Góra 56’ | Marcatori | 45’ Kirsten 51’ Zeyer |

| Arbitro: | Berg |

|              |           |  |
| Dammeier 52’ | Marcatori |  |

| Arbitro: | Malbranc |

|                      |           |                               |
| Bobic 21’ Kevric 69’ | Marcatori | 36’ Wruck 38’ Linke 61’ Simon |

| Arbitro: | Fandel |

|          |           |  |
| Renn 27’ | Marcatori |  |

| Arbitro: | Haupt |

|           |           |  |
| Bobic 64’ | Marcatori |  |

| Arbitro: | Weber |

|                      |           |  |
| Lange 74’ Bühner 82’ | Marcatori |  |

| Arbitro: | Wippermann |

|                                     |           |                |
| Flock 44’ Moutas 62’, 75’ Bobic 86’ | Marcatori | 6’, 41’ Djappa |

| Jena 28 maggio 1994, ore 15:30 CEST 36ª giornata | Carl Zeiss Jena | 0 – 0 referto | Kickers Stoccarda | Ernst-Abbe-Sportfeld (4 368 spett.)\| Arbitro: \| Koop \| |
| Arbitro:                                         | Koop            |               |                   |                                                           |

| Arbitro: | Werthmann |

|                          |           |                   |
| Hey 4’ Kapagiannidis 87’ | Marcatori | 13’, 35’ Wüllbier |

| Arbitro: | Casper |

|                                          |           |           |
| Novodomsky 45’ Bobic 56’, 89’ Vrabec 90’ | Marcatori | 81’ Hayer |

### Coppa di Germania
| Arbitro: | Gläser |

|                                      |           |           |
| Herzberger 93’ (aut.) Bockenfeld 96’ | Marcatori | 104’ Koch |

## Statistiche

### Statistiche di squadra
| Competizione      | Punti | In casa | In casa | In casa | In casa | In casa | In casa | In trasferta | In trasferta | In trasferta | In trasferta | In trasferta | In trasferta | Totale | Totale | Totale | Totale | Totale | Totale | DR |
| Competizione      | Punti | G       | V       | N       | P       | Gf      | Gs      | G            | V            | N            | P            | Gf           | Gs           | G      | V      | N      | P      | Gf     | Gs     | DR |
| ----------------- | ----- | ------- | ------- | ------- | ------- | ------- | ------- | ------------ | ------------ | ------------ | ------------ | ------------ | ------------ | ------ | ------ | ------ | ------ | ------ | ------ | -- |
| 2. Bundesliga     | 35    | 19      | 8       | 7       | 4       | 28      | 21      | 19           | 3            | 6            | 10           | 14           | 29           | 38     | 11     | 13     | 14     | 42     | 50     | -8 |
| Coppa di Germania | -     | 0       | 0       | 0       | 0       | 0       | 0       | 1            | 0            | 0            | 1            | 1            | 2            | 1      | 0      | 0      | 1      | 1      | 2      | -1 |
| Totale            | 35    | 19      | 8       | 7       | 4       | 28      | 21      | 20           | 3            | 6            | 11           | 15           | 31           | 39     | 11     | 13     | 15     | 43     | 52     | -9 |

### Andamento in campionato
| Giornata  | 1  | 2  | 3  | 4  | 5  | 6  | 7  | 8  | 9  | 10 | 11 | 12 | 13 | 14 | 15 | 16 | 17 | 18 | 19 | 20 | 21 | 22 | 23 | 24 | 25 | 26 | 27 | 28 | 29 | 30 | 31 | 32 | 33 | 34 | 35 | 36 | 37 | 38 |
| --------- | -- | -- | -- | -- | -- | -- | -- | -- | -- | -- | -- | -- | -- | -- | -- | -- | -- | -- | -- | -- | -- | -- | -- | -- | -- | -- | -- | -- | -- | -- | -- | -- | -- | -- | -- | -- | -- | -- |
| Luogo     | C  | T  | C  | T  | C  | T  | C  | T  | C  | T  | C  | T  | C  | T  | C  | T  | C  | C  | T  | T  | C  | T  | C  | T  | C  | T  | C  | T  | C  | T  | C  | T  | C  | T  | C  | T  | T  | C  |
| Risultato | N  | P  | P  | P  | V  | P  | P  | P  | N  | V  | N  | P  | V  | N  | V  | N  | P  | V  | P  | P  | N  | V  | N  | V  | N  | N  | N  | N  | V  | P  | P  | P  | V  | P  | V  | N  | N  | V  |
| Posizione | 11 | 18 | 19 | 20 | 20 | 20 | 20 | 20 | 20 | 19 | 19 | 19 | 19 | 19 | 19 | 19 | 19 | 17 | 19 | 19 | 19 | 18 | 19 | 18 | 16 | 14 | 16 | 16 | 13 | 15 | 17 | 18 | 17 | 17 | 17 | 17 | 17 | 16 |

Legenda:

Luogo: C = Casa; T = Trasferta. Risultato: V = Vittoria; N = Pareggio; P = Sconfitta.

### Statistiche dei giocatori
| Giocatore     | 2. Bundesliga | 2. Bundesliga | 2. Bundesliga | 2. Bundesliga | Coppa di Germania | Coppa di Germania | Coppa di Germania | Coppa di Germania | Totale   | Totale | Totale      | Totale     |
| Giocatore     | Presenze      | Reti          | Ammonizioni   | Espulsioni    | Presenze          | Reti              | Ammonizioni       | Espulsioni        | Presenze | Reti   | Ammonizioni | Espulsioni |
| ------------- | ------------- | ------------- | ------------- | ------------- | ----------------- | ----------------- | ----------------- | ----------------- | -------- | ------ | ----------- | ---------- |
| F. Bobic      | 32            | 16            | 5             | 3             | 1                 | 0                 | 0                 | 0                 | 33       | 16     | 5           | 3          |
| S. Brasas     | 7             | 0             | 0             | 0             | 1                 | 0                 | 0                 | 0                 | 8        | 0      | 0           | 0          |
| S. Dundee     | 1             | 0             | 0             | 0             | 0                 | 0                 | 0                 | 0                 | 1        | 0      | 0           | 0          |
| D. Flock      | 27            | 1             | 2             | 0             | 0                 | 0                 | 0                 | 0                 | 27       | 1      | 2           | 0          |
| J. Góra       | 14            | 1             | 2             | 0             | 1                 | 0                 | 0                 | 0                 | 15       | 1      | 2           | 0          |
| S. Herzberger | 29            | 2             | 5             | 0             | 1                 | 0                 | 0                 | 0                 | 30       | 2      | 5           | 0          |
| R. Hofacker   | 38            | 1             | 3             | 0             | 1                 | 0                 | 0                 | 0                 | 39       | 1      | 3           | 0          |
| D. Hotić      | 21            | 1             | 5             | 0             | 0                 | 0                 | 0                 | 0                 | 21       | 1      | 5           | 0          |
| A. Kevric     | 25            | 1             | 4             | 1             | 1                 | 0                 | 0                 | 0                 | 26       | 1      | 4           | 1          |
| M. Koch       | 12            | 0             | 0             | 0             | 1                 | 1                 | 0                 | 0                 | 13       | 1      | 0           | 0          |
| T. Korkut     | 0             | 0             | 0             | 0             | 0                 | 0                 | 0                 | 0                 | 0        | 0      | 0           | 0          |
| S. Kuhn       | 3             | 0             | 1             | 0             | 0                 | 0                 | 0                 | 0                 | 3        | 0      | 1           | 0          |
| M. Langner    | 31            | 0             | 0             | 0             | 0                 | 0                 | 0                 | 0                 | 31       | 0      | 0           | 0          |
| S. Minkwitz   | 19            | 0             | 2             | 0             | 0                 | 0                 | 0                 | 0                 | 19       | 0      | 2           | 0          |
| D. Moutas     | 32            | 7             | 3             | 0             | 0                 | 0                 | 0                 | 0                 | 32       | 7      | 3           | 0          |
| M. Mutapcic   | 3             | 0             | 0             | 0             | 1                 | 0                 | 0                 | 0                 | 4        | 0      | 0           | 0          |
| K. Neitzel    | 35            | 0             | 6             | 0             | 1                 | 0                 | 0                 | 0                 | 36       | 0      | 6           | 0          |
| J. Novodomsky | 15            | 1             | 4             | 0             | 0                 | 0                 | 0                 | 0                 | 15       | 1      | 4           | 0          |
| O. Per        | 0             | 0             | 0             | 0             | 0                 | 0                 | 0                 | 0                 | 0        | 0      | 0           | 0          |
| M. Schlecht   | 0             | 0             | 0             | 0             | 0                 | 0                 | 0                 | 0                 | 0        | 0      | 0           | 0          |
| A. Sirocks    | 6             | 0             | 0             | 0             | 0                 | 0                 | 0                 | 0                 | 6        | 0      | 0           | 0          |
| J. Sobiech    | 27            | 1             | 3             | 0             | 1                 | 0                 | 0                 | 0                 | 28       | 1      | 3           | 0          |
| O. Sturm      | 19            | 0             | 5             | 0             | 0                 | 0                 | 0                 | 0                 | 19       | 0      | 5           | 0          |
| T. Tuchel     | 0             | 0             | 0             | 0             | 0                 | 0                 | 0                 | 0                 | 0        | 0      | 0           | 0          |
| R. Vollmer    | 33            | 4             | 9             | 0             | 1                 | 0                 | 0                 | 0                 | 34       | 4      | 9           | 0          |
| P. Vrabec     | 31            | 2             | 7             | 2             | 1                 | 0                 | 0                 | 0                 | 32       | 2      | 7           | 2          |
| D. Wüllbier   | 28            | 2             | 11            | 2             | 0                 | 0                 | 0                 | 0                 | 28       | 2      | 11          | 2          |